# Hermanus Reijntjes
Hermanus Reijntjes (Edam, 4 oktober 1744 – Londen, 9 november 1797) was een Nederlands marineofficier.

## Biografie
Reijntjes werd geboren in Edam als zoon van Frans Janszoon Reijntjes, burgemeester van Edam.
Hij was commandant op het linieschip Jupiter tijdens de Zeeslag bij Camperduin op 11 oktober 1797. Reijntjes overleed in krijgsgevangenschap in Londen aan de verwondingen die hij tijdens deze zeeslag had opgelopen.
Na zijn overlijden werd hij ceremonieel teruggebracht naar de Republiek, waar hij op 22 december 1797 in de Sint-Nicolaaskerk van Monnickendam werd begraven.
In Monnickendam is de Hermanus Reijntjeslaan naar hem vernoemd.